# Harryette Mullen

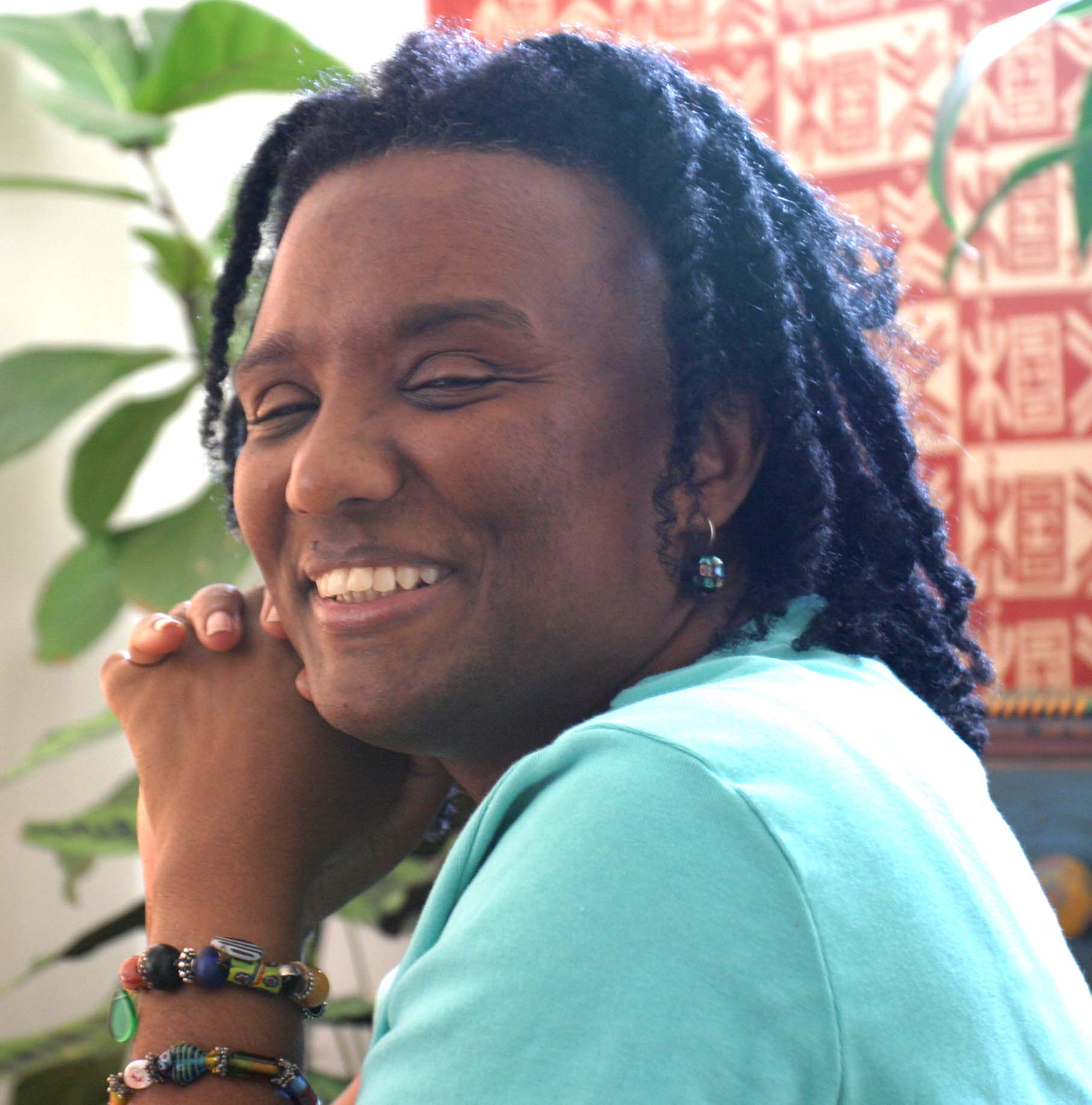
Harryette Mullen, 2005

Harryette Mullen (* 1. Juli 1953) ist eine US-amerikanische Dichterin, Schriftstellerin und Literaturwissenschaftlerin. Sie promovierte 1990 in Literatur an der University of California, Santa Cruz.
Sie unterrichtet amerikanische Poesie, afroamerikanische Literatur und Schreibkunst an der University of California, Los Angeles.
2023 wurde Mullen in die American Academy of Arts and Sciences gewählt.

## Werk
- Tree Tall Woman
- Trimmings
- S*PeRM**K*T
- Muse & Drudge
- Sleeping with the Dictionary
- Optic White: Blackness and the Production of Whiteness. In:  Diacritics, Band 24, No. 2/3 (1994), S. 71–89.
- A Silence between Us like a Language: The Untranslatability of Experience in Sandra Cisneros's Woman Hollering Creek. In: Melus, Band 21, No. 2 (1996), S. 3–20.